# Resposta a proteínas mal enoveladas
A Resposta a proteínas mal enoveladas (UPR, do inglês: Unfolded Protein Response) é uma resposta citoprotetora, relacionada com o Retículo endoplasmático. É um processo bem conservado presente de leveduras até humanos.
A UPR é ativa em resposta ao acúmulo de proteínas mal enoveladas voltadas pra dentro do lúmen do Retículo endoplasmático. Como consequência a célula reduz suas taxas de tradução protéica e ativa vias de sinalização para aumentar a transcrição de proteínas envolvidas com o enovelamento protéico, como Chaperonas

## Indutores Químicos
Alguns indutores de Estresse no Retículo, e ativação de UPR são tunicamicina e Ditiotreitol. 